# Polytrichastrum appalachianum
Polytrichastrum appalachianum är en bladmossart som beskrevs av G. L. S. Merrill 1992. Polytrichastrum appalachianum ingår i släktet Polytrichastrum och familjen Polytrichaceae. Inga underarter finns listade i Catalogue of Life.